# Mohamed Saïd Amokrane
Mohamed Saïd Amokrane (en árabe: محمد سعيد أمقران‎; Argel, Argelia francesa; 25 de enero de 1957) es un exfutbolista de Argelia que jugaba en la posición de delantero centro.

## Carrera

### Club
| Periodo   | Club           |
| --------- | -------------- |
| 1976-1979 | NA Hussein Dey |
| 1979-1981 | DNC Alger      |
| 1981-1991 | USM Aïn Beida  |

### Selección nacional
Jugó para Argelia en cuatro ocasiones en 1982 y participó en la Copa Africana de Naciones 1982.

## Logros
- Copa de Argelia (1): 1978/79
- Liga 2 de Argelia (1): 1985/86